# Ketitanglor
Ketitanglor is een bestuurslaag in het regentschap Pekalongan van de provincie Midden-Java, Indonesië. Ketitanglor telt 1725 inwoners (volkstelling 2010).